# 桶狭間神明
桶狭間神明（おけはざましんめい）は、愛知県名古屋市緑区の町名。丁番を持たない単独町名である。住居表示未実施。

## 地理
名古屋市緑区の南東部に位置し、東に桶狭間、西に文久山、南に桶狭間森前、南東に南陵、南西に清水山、北に桶狭間西、北東に桶狭間巻山と接する。

## 歴史

### 町名の由来
有松町大字桶狭間の小字名「神明廻間」による。「神明」とは、当地に所在する桶狭間神明社に由来するという。

### 沿革
- 2009年（平成21年）11月7日 - 有松町大字桶狭間字神明廻間の全部、有松町大字桶狭間字牛毛廻間・権平谷・清水山・寺前・林下・巻山・森前・大高町字籠池・東山の一部を編入し、設置[1]。

## 世帯数と人口
2019年（平成31年）3月1日現在の世帯数と人口は以下の通りである。
| 町丁       | 世帯数  | 人口    |
| ---------- | ------- | ------- |
| 桶狭間神明 | 936世帯 | 2,531人 |

### 人口の変遷
国勢調査による人口の推移
| 2010年（平成22年） | 2,043人 | [ 8 ] |  |
| 2015年（平成27年） | 2,408人 | [ 9 ] |  |

## 学区
市立小・中学校に通う場合、学校等は以下の通りとなる。また、公立高等学校に通う場合の学区は以下の通りとなる。
| 番・番地等 | 小学校                 | 中学校               | 高等学校 |
| ---------- | ---------------------- | -------------------- | -------- |
| 全域       | 名古屋市立桶狭間小学校 | 名古屋市立有松中学校 | 尾張学区 |

## 交通
- 愛知県道243号東海緑線

## 施設
- 桶狭間神明社

## その他

### 日本郵便
- 郵便番号 : 458-0919[4]（集配局：緑郵便局[12]）。